# Ty Brodie
Ty Shannon Brodie (* 2. Oktober 1966) ist ein ehemaliger antiguanischer Windsurfer.

## Sport
Brodie nahm an den Olympischen Spielen 1992 in Barcelona teil. Im Windsurfen kam er auf Rang 42.